# Gerard ter Borch (I)

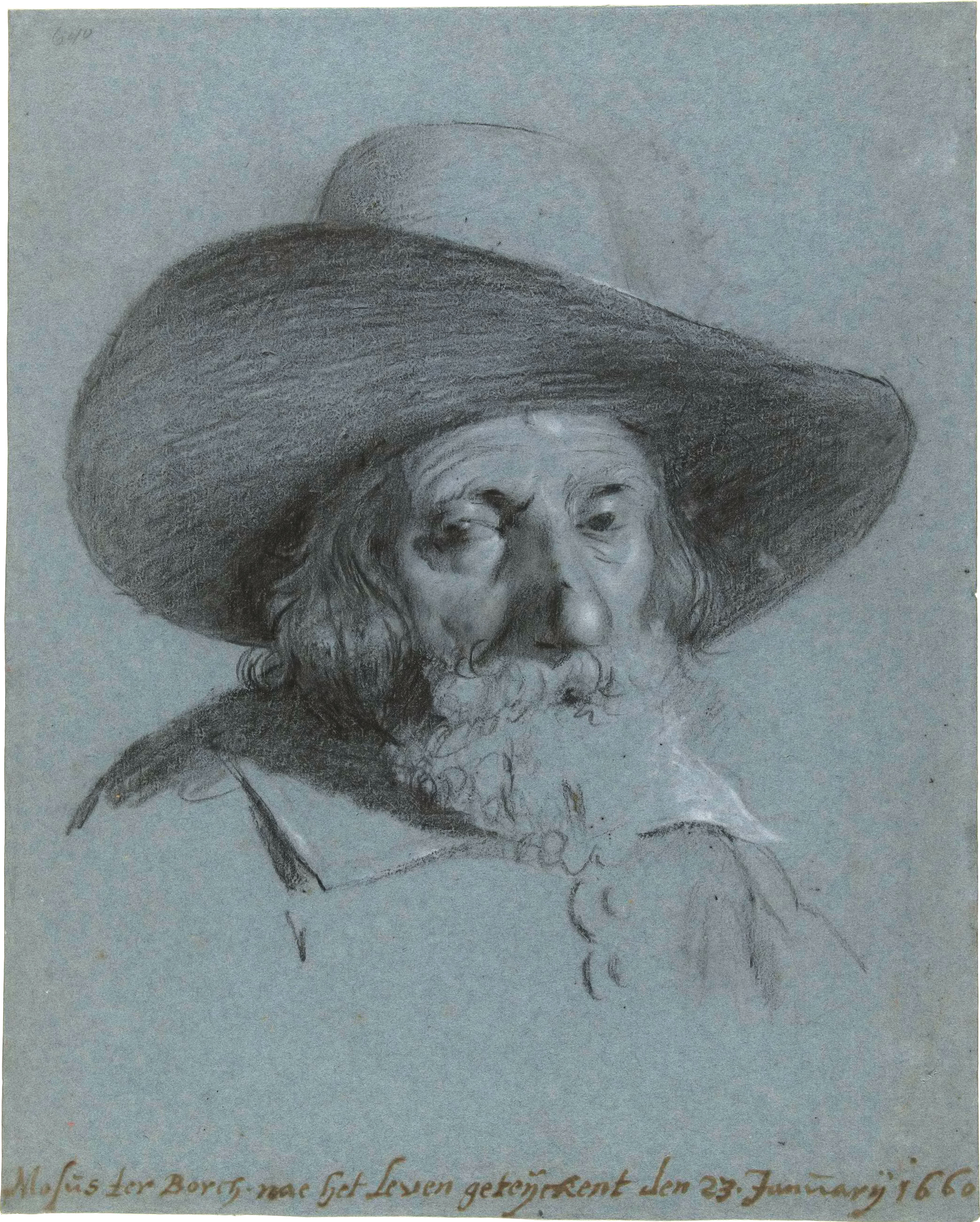
Gerard ter Borch (door zijn zoon Moses ter Borch, 1660)

Gerard ter Borch, genoemd de Oude (Zwolle, 1582/1583 – aldaar, 20 april 1662), was een Nederlands kunstschilder. Hij was de vader van de beroemde schilder Gerard ter Borch de Jonge.
Hij was de oudste zoon van Harmen ter Borch (1550-1634), 'licentiemeester der convooien' in Zwolle, en Catharina Colen (1557-1611). Van omstreeks 1604 tot 1612 woonde hij in Rome, waar hij talloze topografische schetsen maakte, vooral van antieke ruïnes. Daarnaast maake hij tekeningen van eigentijdse figuren in het Romeinse straatbeeld. In 1618 moest hij zijn loopbaan als kunstenaar opgeven. Hij verdiende zijn brood als convooi-en licentmeester te Zwolle. Hij bleef echter het kunstenaarsvak bij de dertien kinderen die hij uit drie huwelijken kreeg stimuleren. Zijn vijf meest getalenteerde kinderen, Anna, Gesina, Harmen, Moses en Gerard, gaf hij persoonlijk les. Ook bewaarde hij veel van hun werk.
Zijn dochter Anna legde zich toe op het schoonschrijven en Gesina in het waterverftekenen. Het meest getalenteerd van de vijf was zijn zoon Gerard, die zich ontwikkelde tot een van de meest gevierde schilders van de Hollandse School. Naast werk van zijn kinderen verzamelde Ter Borch ook tekeningen en gravures van Italiaanse meesters en Haarlemse en Antwerpse graveurs.

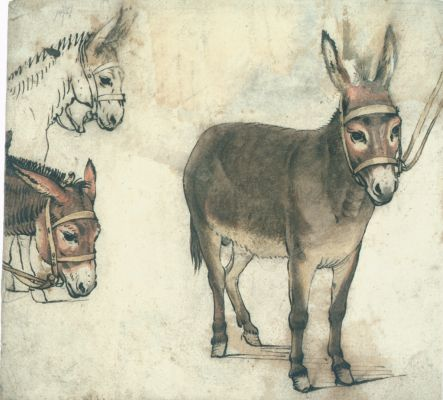
Studie van een ezel, 1612
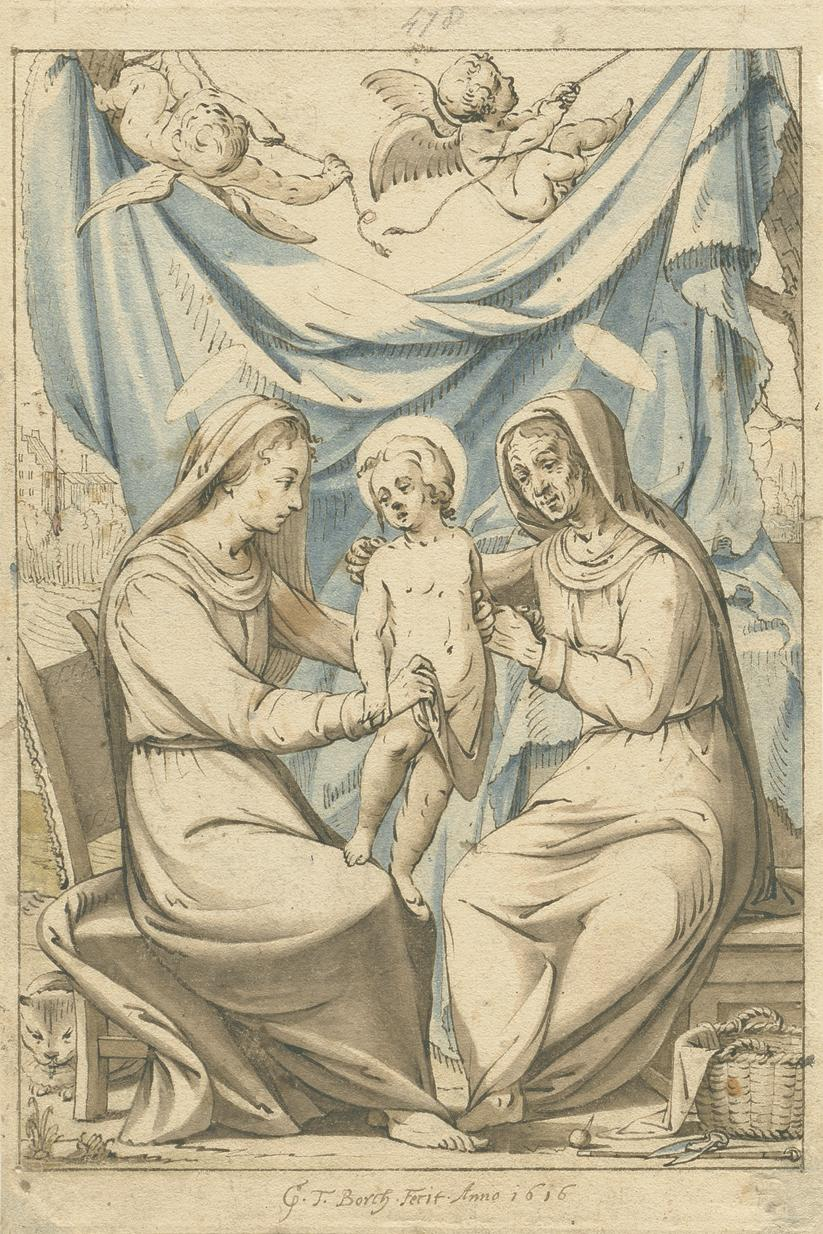
Maria, Jezus en Anna, 1616
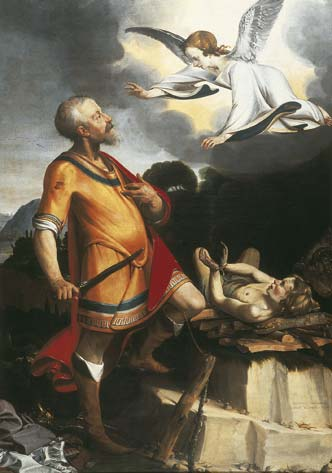
Het offer van Abraham. 1618-1619. Zwolle, Stedelijk Museum Zwolle.
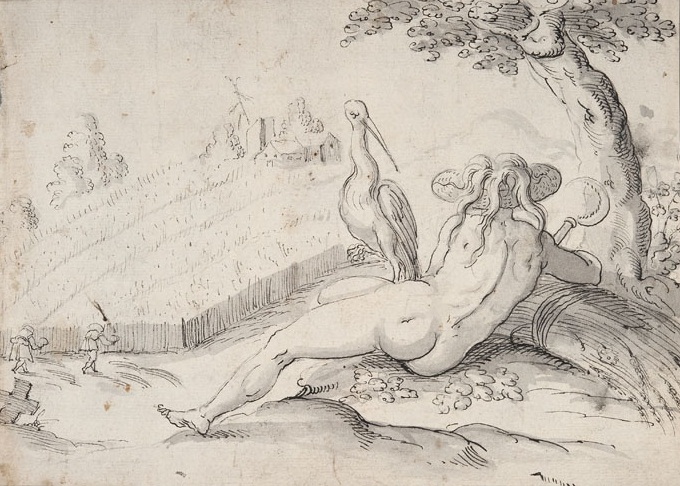
Allegorie van de zomer, ca. 1626
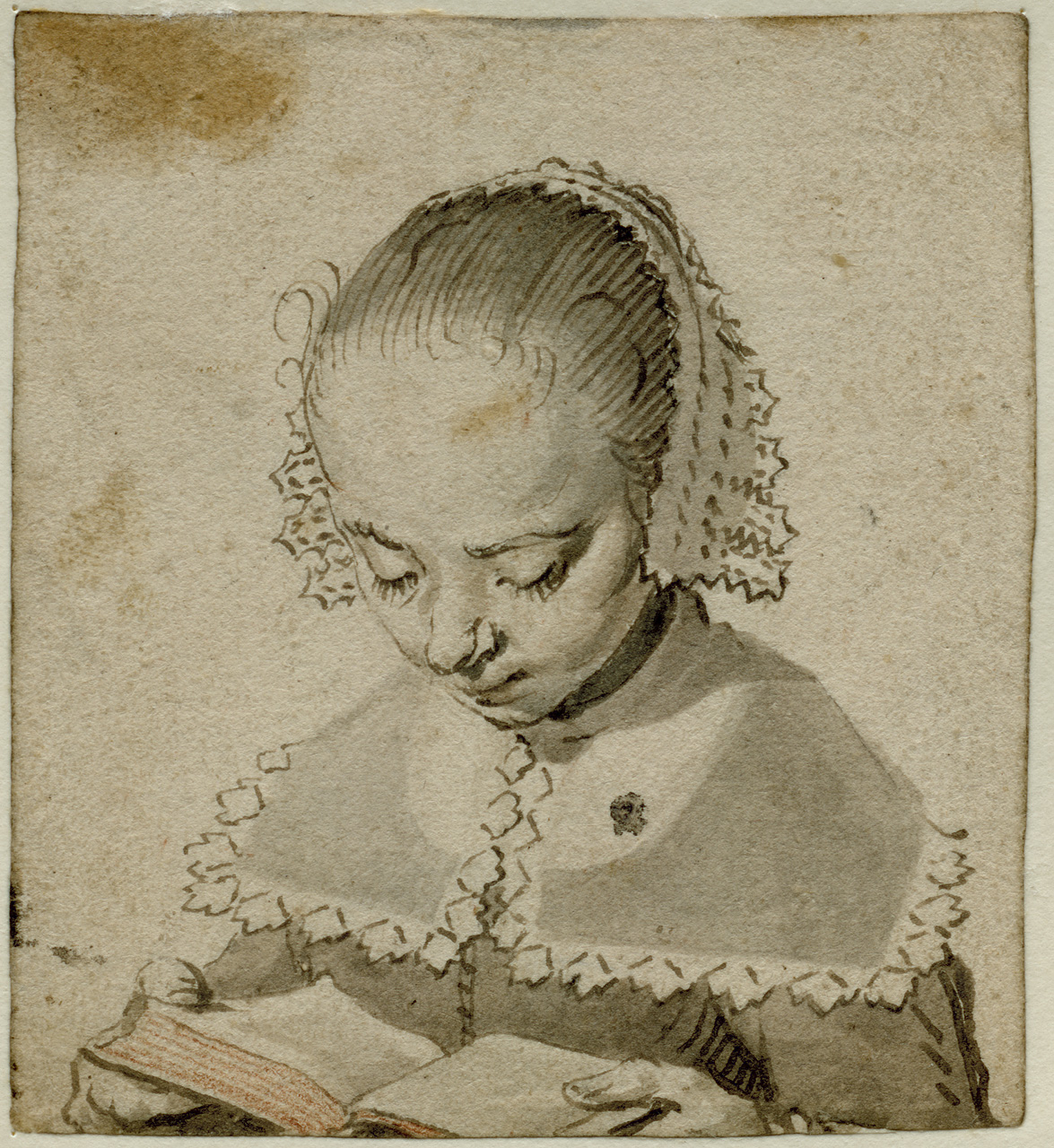
Lezend meisje, ca. 1630

- Biografisch Portaal: 22087433
- Digitale Bibliotheek voor de Nederlandse Letteren: borc005
- Gemeinsame Normdatei: 13621889X
- International Standard Name Identifier: 0000 0000 8355 6557
- Library of Congress Control Number: no2006066354
- Nederlandse Thesaurus van Auteursnamen: 273426168
- RKD-Nederlands Instituut voor Kunstgeschiedenis: 10681
- Union List of Artist Names: 500031558
- Virtual International Authority File: 9600310
- WorldCat: E39PBJqkcb78Md39gkBXjqVBfq